# サイドキック (アニメシリーズ)
『サイドキック』（Sidekick）はカナダのコメディアニメ。これは、スーパーヒーローを支援する任務を負っている10代の若者の学校生活を描いています。2010年9月3日よYTV (TVチャンネル)にて放送開始した。日本においては2011年7月18日にディズニーXDにて放送開始。

## エピソード
日本語版では、毎回のエピソードで中央部分に現れる絵の左上にタイトル（『絶叫～』）が、右下に各話のサブタイトルが表示される。